# Bauhiniinae
Bauhiniinae es una subtribu de las cercídeas dentro de la subfamilia Cesalpinioideae de las leguminosas. Incluye los siguientes géneros:

## Géneros
- Barklya
- Bauhinia
- Brenierea
- Gigasiphon
- Lysiphyllum
- Phanera
- Piliostigma
- Schnella
- Tylosema